# Eupalino di Megara
Eupalino di Megara (in greco antico: Εὐπαλῖνος?, Eupalìnos; Megara, inizio VI secolo a.C. – dopo il 550 a.C.) è stato un architetto greco antico.

## Biografia e opere
Figlio di Naustrofo, Eupalino fu un ingegnere.
Ingaggiato da Policrate, tiranno di Samo, vi portò a termine alcuni grandi progetti: un acquedotto di oltre 1000 metri, che comprendeva un lungo tunnel scavato nella roccia, un grande santuario dedicato a Era, un imponente palazzo e un porto con enormi moli.